# Cecile Heideman
Cecile Heideman ist eine Szenenbildnerin und Requisiteurin.

## Leben
Heideman begann ihre Karriere im Filmstab 2000 in der Außenrequisite beim britischen Thriller Christie Malry’s Own Double-Entry mit Nick Moran in der Hauptrolle. Sie arbeitete meist an niederländischen Produktionen wie De vriendschap und Superstition – Spiel mit dem Feuer.
Für die Literaturverfilmung Das Mädchen mit dem Perlenohrring von Peter Webber war sie gemeinsam mit Ben van Os 2004 für den Oscar in der Kategorie Bestes Szenenbild nominiert, die Auszeichnung ging in diesem Jahr jedoch an Der Herr der Ringe: Die Rückkehr des Königs.

## Filmografie (Auswahl)
- 2000: Christie Malry’s Own Double-Entry
- 2001: Superstition – Spiel mit dem Feuer (Superstition)
- 2003: Das Mädchen mit dem Perlenohrring (Girl with a Pearl Earring)
- 2008: Bride Flight (Oorlogswinter)
- 2008: Mein Kriegswinter (Oorlogswinter)
- 2009: House of Boys

## Auszeichnungen (Auswahl)
- 2004: Oscar-Nominierung in der Kategorie Bestes Szenenbild für Das Mädchen mit dem Perlenohrring